# Résultats des ministres lors des élections législatives françaises de 2017
Cette page regroupe les résultats des ministres lors des élections législatives françaises de 2017.

## Contexte
Le 17 mai 2017, Emmanuel Macron et Édouard Philippe composent un gouvernement de 22 membres. L'Élysée annonce dans la foulée que tous les ministres candidats aux élections législatives des 11 juin 2017 et 18 juin 2017 devront démissionner de leur poste s'ils ne sont pas élus.
Six membres du gouvernement sont candidats. Richard Ferrand, Christophe Castaner et Mounir Mahjoubi sont investis par le parti d'Emmanuel Macron La République en marche. Marielle de Sarnez, membre du MoDem, reçoit également l'investiture de La République en marche à la suite des accords entre les deux partis.
Bruno Le Maire et Annick Girardin sont eux investis respectivement par Les Républicains et par le Parti radical de gauche. Le 17 mai 2017, jour de leur entrée au gouvernement, La République en marche annonce qu'elle ne présentera aucun candidat face à eux. Le lendemain, Bernard Accoyer, secrétaire général des Républicains annonce que son parti investira un nouveau candidat pour défendre le programme de l'union LR-UDI dans la circonscription de Bruno Le Maire.

### Controverses
Le 24 mai 2017, Le Canard enchaîné révèle que Richard Ferrand aurait, lorsqu'il était directeur général des Mutuelles de Bretagne, permis à sa compagne, Sandrine Doucen, de s'enrichir à hauteur de 500 000 euros : un mois après avoir obtenu un contrat de location des Mutuelles de Bretagne pour un local, elle a créé une société immobilière, dont elle détenait 99 % des parts, pour acheter à crédit sans apport ce local, dans lequel les Mutuelles de Bretagne ont ensuite fait 184 000 euros de travaux, la valeur de la SCI de Mme Doucen étant estimée quelques années plus tard à 3000 fois le montant du capital initial soit 300 000 euros. L'hebdomadaire signale aussi que Richard Ferrand a employé, plus tard, son fils comme assistant parlementaire en 2014, durant cinq mois, pour un montant total net de 6 800 euros,. 26 mai 2017, le Premier ministre Édouard Philippe réaffirme que les électeurs seraient « le juge de paix » pour le ministre de la Cohésion des territoires.
Le 1er 2017, le parquet de Brest annonce, dans un communiqué, l’ouverture d’une enquête préliminaire à l’encontre de Richard Ferrand. Interrogé la veille sur France Inter, le ministre s’est défendu de toute irrégularité : « Tout ce que j’ai fait dans ma vie professionnelle est légal, public, transparent, validé par un conseil d’administration qui a d’ailleurs exprimé son soutien. ».
Le Parisien du 30 mai 2017 fait état de l'ouverture d'une enquête sur Marielle de Sarnez, pour « abus de confiance », concernant des soupçons d'emplois fictifs visant ses assistants d'eurodéputés. Cette enquête a débuté après une dénonciation d'une eurodéputée FN, Sophie Montel, qui a demandé à la justice de se saisir du cas de 19 eurodéputés de droite, de gauche et écologistes, parmi lesquels Marielle de Sarnez, et d'une trentaine d'assistants.

### Ministres non candidats
Les ministres qui ne se présentent pas sont :
- Édouard Philippe, Premier ministre
- Gérard Collomb, ministre d'État, ministre de l'Intérieur
- Nicolas Hulot, ministre d'État, ministre de la Transition écologique et solidaire
- François Bayrou, ministre d'État, Garde des Sceaux, ministre de la Justice
- Sylvie Goulard, ministre des Armées
- Jean-Yves Le Drian, ministre de l'Europe et des Affaires étrangères
- Agnès Buzyn, Ministre des Solidarités et de la Santé
- Françoise Nyssen, ministre de la Culture
- Muriel Pénicaud, ministre du Travail
- Jean-Michel Blanquer, ministre de l'Éducation nationale
- Jacques Mézard, ministre de l'Agriculture et de l'Alimentation
- Gérald Darmanin, ministre de l'Action et des Comptes publics
- Frédérique Vidal, ministre de l'Enseignement supérieur, de la Recherche et de l'Innovation
- Laura Flessel, ministre des Sports
- Élisabeth Borne, ministre des Transports auprès du ministre de la Transition écologique et solidaire
- Marlène Schiappa, secrétaire d'État chargée de l'Égalité entre les femmes et les hommes
- Sophie Cluzel, secrétaire d'État chargée des Personnes handicapées

## Sondages par circonscription
| Sondeur | Circonscription | Date        | Échantillon | Intentions de vote pour les principaux candidats                                                                           |
| ------- | --------------- | ----------- | ----------- | --- |
| Ifop    | 1re Eure        | 22 - 24 mai | 603         | Bruno Le Maire (REM) 48 \| Fabienne Delacour (FN) 20 \| Michaël Després (FI) 16 \| Coumba Dioukhané (LR-UDI) 7 \| Autres 9 |
| Ifop    | 1re Eure        | 22 - 24 mai | 603         | Bruno Le Maire (REM) 76 \| Fabienne Delacour (FN) 24                                                                       |

## Résultats

### Premier tour
À l'issue du vote du 11 juin 2017, aucun des candidats n'est éliminé : les six ministres arrivent en tête de leur circonscription et sont en ballotage favorable pour le second tour. Le ministre obtenant le meilleur résultat est Bruno Le Maire, avec 44,46 % des voix.

### Second tour
À l'issue du second tour, le 18 juin 2017, l'ensemble des ministres candidats sont élus députés de leur circonscription et peuvent donc rester dans le Gouvernement Édouard Philippe II.
Le 19 juin 2017, Richard Ferrand, ministre de la Cohésion du territoire, démissionne cependant du gouvernement pour briguer la présidence du groupe La République en marche ! à l'Assemblée nationale. Le 21 juin 2017, François Bayrou, ministre de la Justice et président du MoDem, et Marielle de Sarnez, ministre délégué aux Affaires européennes et vice-présidente de ce même parti, mis en cause dans l'affaire des assistants parlementaires du Mouvement démocrate au Parlement européen, annoncent qu'ils ne feront pas partie du nouveau gouvernement. Cette dernière présidera la commission des Affaires étrangères de l'Assemblée nationale.

## Tableau détaillé
| Fonction gouvernementale                                                              | Image               | Nom                 | Parti     | Parti     | Circonscription                                                                                   | Résultats | Résultats | Statut          | Statut    |
| Fonction gouvernementale                                                              | Image               | Nom                 | Parti     | Parti     | Circonscription                                                                                   | 1er tour  | 2d tour   | Élection        | Note      |
| Ministres                                                                             | Ministres           | Ministres           | Ministres | Ministres | Ministres                                                                                         | Ministres | Ministres | Ministres       | Ministres |
| ------------------------------------------------------------------------------------- | ------------------- | ------------------- | --------- | --------- | ------------------------------------------------------------------------------------------------- | --------- | --------- | --------------- | --------- |
| Ministre de la Cohésion des territoires                                               | Richard Ferrand     | Richard Ferrand     |           | LREM      | Sixième circonscription du Finistère Député depuis 2012.                                          | 33,93 %   | 56,53 %   | Élu au 2d tour  | [ r 1 ]   |
| Ministre de l'Économie                                                                | Bruno Le Maire      | Bruno Le Maire      |           | LREM      | Première circonscription de l'Eure Député depuis 2007.                                            | 44,46 %   | 64,53 %   | Élu au 2d tour  | [ r 2 ]   |
| Ministre des Outre-mer                                                                | Annick Girardin     | Annick Girardin     |           | PRG       | Circonscription législative de Saint-Pierre-et-Miquelon Députée depuis 2007.                      | 41,59 %   | 51,87 %   | Élue au 2d tour | [ r 3 ]   |
| Ministre chargée des Affaires européennes                                             | Marielle de Sarnez  | Marielle de Sarnez  |           | MoDem     | Onzième circonscription de Paris Deuxième candidature dans cette circonscription, battue en 2007. | 40,58 %   | 63,51 %   | Élue au 2d tour | [ r 4 ]   |
| Secrétaires d'État                                                                    |                     |                     |           |           |                                                                                                   |           |           |                 |           |
| Secrétaire d'État chargé des Relations avec le Parlement Porte-parole du gouvernement | Christophe Castaner | Christophe Castaner |           | LREM      | Deuxième circonscription des Alpes-de-Haute-Provence Député depuis 2012.                          | 44,04 %   | 61,57 %   | Élu au 2d tour  | [ r 5 ]   |
| Secrétaire d'État chargé du Numérique                                                 | Mounir Mahjoubi     | Mounir Mahjoubi     |           | LREM      | Seizième circonscription de Paris Première candidature dans cette circonscription.                | 38,08 %   | 51,18 %   | Élu au 2d tour  | [ r 6 ]   |